# Paďousy
Paďousy je hovorové (spíše hanlivé) označení historicky starší části města Sezimovo Ústí v okrese Tábor, ve které se nachází například areál Benešovy vily (na soutoku Kozského potoka a Lužnice). Dominantou této městské části je kostel Povýšení sv. Kříže na Husově náměstí. Nachází se zde také převážná většina významných archeologických nalezišť po vypálení města husity z 15. století (tzv. „české Pompeje“).